# ناصر بن علي بن حسين
الشريف ناصر بن علي بن حسين بن فهد بن راضي، (1890 - 1934)م قائد من قادة المدينة المنورة والثورة العربية الكبرى. وشقيق الأمير الشريف شحات بن علي أمير المدينة المنورة عام 1908.

## ولادته
ولد ناصر بن علي في المدينة المنورة عام 1890م، ونشأ فيها وتلقى علومه في مدارسها.
كان في السابعة والعشرين من عمره عندما أعلنت الثورة العربية الكبرى، فكان من أول من أعلنها في المدينة المنورة ولحق فيصل الأول فقاتل العثمانيين ودخل دمشق مع فيصل أوائل سنة 1916م. ثم توجه إلى حلب فدخلها ثم عاد إلى دمشق فسكنها لسنتين ثم غادرها بعد احتلال الفرنسيين لها إلى مكة فلما لم يجد بمكة ما يرضيه من رعاية ملكها الحسين بن علي الهاشمي فتوجه إلى بغداد.

## وفاته
توفي في بغداد يوم 15 من شهر ديسمبر سنة 1934م.